# 正丸隧道信號場
正丸隧道信號場（日语：／ syoumaru tonneru singouzyou */?）亦稱為正丸隧道號誌站，為日本西武鐵道西武秩父線於埼玉縣秩父郡橫瀨町的正丸隧道所設立之線路所，此線路所於1969年（昭和44年）10月14日西武秩父線開業時一同開設。

## 構造
為進行一線通行而於正線外所設立之停車場，使單線鐵路中上下行路線得以進行列車交會，並且作為西武池袋線各停列車對特急列車秩父號進行待避使用。

配線圖。A：往蘆久保　B：往正丸

## 週邊
正丸隧道信號場所在之正丸隧道東側的國道299號與該站平行設立，並且較遙遠之西側的東京都道・埼玉縣道53號青梅秩父線為國道299號於隧道口之道路進行延伸而來。

## 相鄰車站
西武鐵道
 西武秩父線
■快速急行、■急行、■各站停車（急行只限上行運行）
正丸（SI33）－（正丸隧道信號場）－蘆之久保（SI34）－橫瀨（SI35）